# Dawn of the Dorks
Dawn of the Dorks ist ein satirischer Kurzfilm des Regisseurs Eric Esser aus dem Jahr 2006. Der low-budget-Zombiefilm entstand während der Fußball-Weltmeisterschaft in Deutschland und ist eine Persiflage auf die sogenannte WM-Euphorie im Jahr 2006 und den darüber diskutierten Anstieg von Nationalismus in Deutschland.

## Handlung
Nachdem harmlose Studierende während ihrer Abschlussfeier im Park verseuchtes Gammelfleisch essen, mutieren sie zu deutschen Fußballfans. Wer mit ihrem Erbrochenen in Kontakt kommt, mutiert ebenfalls. Die esoterisch angehauchte Francine hat als Vegetarierin nichts von dem Fleisch gegessen. Als sich einer der bereits mutierten Fußballzombies über ihre Schulter erbricht, ergreift sie die Flucht, dabei nimmt sie die vor Entsetzen schreiende Monique mit, deren Affäre sich gerade vor ihren Augen in einen Fußballfan-Zombie verwandelt hat. Der gerade auf der Feier aufgetauchte Partygänger Jojo rennt den beiden hinterher, weil er dort mehr Action vermutet.
Bei ihrer Flucht durch den Park, der inzwischen voll von Fußballfan-Zombies ist, treffen sie auf den ungestümen Hauke und den intellektuellen Kurt. Die fünf beschließen, sich in dem nahegelegenen Fußball-Vereinsheim zu verschanzen. Als es Nacht ist, wagen Hauke und Jojo einen ersten Ausbruchsversuch, indem sie die Zombies wie in Mars Attacks! niedersingen wollen. Dabei wird Hauke von den Zombies überwältigt und mutiert ebenfalls, Jojo kommt ebenfalls mit dem Erbrochenen in Berührung, schafft es aber zurück ins Vereinsheim. Ein zweiter Ausbruchsversuch mit Ablenkungsmanöver von Monique schlägt ebenfalls fehl. 
Während Francine Bierdosen in Haukes Rucksack entdeckt und einen weiteren Ausbruchsplan schmiedet, steht der inzwischen zum Fußballzombie mutierte Jojo auf und öffnet die Tür des Vereinsheims, durch das die Zombies hereintaumeln. Francine und Kurt können sich in einem hinteren Raum verschanzen. Während die Zombies dessen Tür eindrücken, verkleiden sich die beiden mit den dort gefundenen Fanartikeln als Fußballfans. Ihr Plan geht auf und sie verlassen das Vereinsheim unversehrt. 
Kurz danach verrät sich Kurt, weil er seine Bierdose statt auf den Boden in einen Mülleimer wirft, und muss aus der Menge flüchten, die ihm langsam hinterherläuft. Francine irrt nun alleine durch die Stadt, die inzwischen ein einziges Meer aus Fußballzombies und Deutschlandfahnen ist. Vor dem Bundeskanzleramt trifft sie wieder auf Kurt, der den Zombies entkommen konnte. Als er ihr vorschlägt, sich im Museum zu verstecken, weil das der einzig sichere Ort sei, erkennt er, dass sie inzwischen ebenfalls mutiert ist.

## Hintergrund
Die Künstlerin und Musikerin Françoise Cactus, von der auch der Titelsong stammt, hat in einer Szenen im Park einen Gastauftritt als „Würstchenfrau“. Die Massenszenen des Filmes, in der tausende „Fußballzombies“ zu sehen sind, wurde am 9. Juni während der Übertragung des Münchner Eröffnungsspiels der Fußball-WM 2006 (Deutschland – Costa Rica) auf der Berliner Fanmeile gedreht.
Der Film ist eine Hommage an die Genreklassiker Night of the Living Dead und Dawn of the Dead von George A. Romero sowie Invasion of the Body Snatchers von Philip Kaufman und enthält zahlreiche Referenzen auf diese und weitere Filme. Beispielsweise ist die komplette Abschlussszene ein Zitat des Endes von Invasion of the Body Snatchers. Im Hintergrund ist jedoch das Berliner Bundeskanzleramt zu sehen, statt des Rathauses von San Francisco.
Bereits am 17. Juni 2006, eine Woche nach Drehschluss und während der zweiten Woche der Fußball-WM, wurde eine 30-minütige Vorabversion unter dem Namen Die Nacht der lebenden Idioten uraufgeführt. Unter dem Titel Dawn of the Dorks hatte der Film am 26. November 2006 in seiner endgültigen 22-minütigen Fassung Premiere. Der Arbeitstitel des Films lautete Die Welt zu krass bei Freunden.
Dawn of the Dorks entstand als ein Erstjahres-Abschlussfilm des Jahrgangs 2006 der selbstorganisierten Berliner Filmschule Filmarche. Er hatte ein Budget von 2500 Euro.

## Rezeption
Jan-Paul Koopmann schreibt im BeatPunk Webzine über den Film: Dawn of the Dorks zeigt sie [die Zombies] jetzt als deutschen Fanmob, was so dermaßen naheliegend ist, dass sich kaum noch mit Bestimmtheit sagen lässt, wer hier eigentlich wem die Vorlage geboten hat. Obwohl niemand solche gesteigerte Ausdrücklichkeit brauche, sei der Film dann erstaunlicherweise auch noch richtig witzig. Es muss an den grausigen Erfahrungen der »Sommermärchen« – WM 2006 liegen, als sich vereinzelte Überlebenden plötzlich in ihre Wohnungen eingesperrt fanden und zitternd auf ein Ende der Epidemie hofften, während es draußen mehr und mehr Freunde erwischt hat.
Der Berliner Science-Fiction Autor Jakob Schmidt schreibt auf seinem Blog, der Regisseur hätte sich unter dem Einfluss von WM und Gammelfleischskandal vom ganz großen sozialen Realismus George A. Romeros (Dawn of the Dead) inspirieren lassen und das Zombiegenre auf die Thematik verpflanzt, auf die es (meiner Meinung nach) gehört.
In seinem Buch Deutschpop halt's Maul! Für eine Ästhetik der Verkrampfung bezieht sich der Bamberger Pop-Theoretiker Frank Apunkt Schneider auf den Film: Wie zähneknirschend und verspannt die neue Unverkrampftheit wirklich ist, darüber gaben die Fussballgroßereignisse der letzten Jahre geduldig Auskunft. [...] Ihre Unverkrampftheit ist nur insofern Pop, weil sie ein Zitat aus einem Romero-Film ist (alles, was es dazu zu sagen gibt, zeigt uns Eric Essers Dawn of the Dorks).

## Auszeichnungen
- Dawn of the Dorks belegte am 15. September 2007 auf dem 3. phantastischen Trashfilmfestival in Kassel den 2. Platz.
- Auf der Trashfilmnacht des 34. Filmwochenendes Würzburg wurde er am 26. Januar 2008 vom Publikum auf den 1. Platz gewählt.
- Seit 2011 ist der Film Teil der von Wilfried Agricola de Cologne kuratierten Filmreihe "Forever - the ball" und wurde dabei auf dem CologneOFF 2011 Mexiko (Mexiko), sowie auf Sonderreihen der Festivals Digital Marrakech Festival (Marokko), CeC – Carnival of eCreativity (Indien) sowie dem 9th International Auteur Film Festival Quest Europe (Polen) aufgeführt.
- Insgesamt hatte der Film rund 40 Aufführungen auf Festivals weltweit, darunter das Cortasatira in Wien, das  Internationale Filmwochenende Würzburg und das Open Air Filmfest Weiterstadt.[4]

## Einzelbelege
1. ↑  Jan-Paul Koopmann: Wenn in der Hölle kein Platz mehr ist. BeatPunk Webzine, 17. Juni 2010, abgerufen am 29. Mai 2014.
2. ↑  Jakob Schmidt: Es ist wieder soweit: Dawn of the Dorks! blogsport.de, 11. Juni 2014, archiviert vom Original (nicht mehr online verfügbar) am 8. November 2014; abgerufen am 11. Juni 2014.  Info: Der Archivlink wurde automatisch eingesetzt und noch nicht geprüft. Bitte prüfe Original- und Archivlink gemäß Anleitung und entferne dann diesen Hinweis.
3. ↑  Ventil Verlag: ventil verlag - Deutschpop halt's Maul! Ventil Verlag, 28. April 2016, abgerufen am 28. April 2016.
4. ↑  Dawn of the Dorks - MakeShiftMovies. Eric Esser, abgerufen am 22. Februar 2020.